# Merve Kenger
Merve Kenger (ur. 10 października 1993 roku) – turecka zapaśniczka walcząca w stylu wolnym.
Zajęła 21. miejsce na mistrzostwach świata w 2014. Brązowa medalistka igrzysk europejskich w 2015. Wicemistrzyni świata juniorów w 2012 roku.